# BOWシリーズ
『BOWシリーズ』とは、フランス映画社が1976年より開始し2010年に終了した上映企画である。

## 概要
BOWシリーズのBOWは「Best films Of the World」の頭文字をとったもの。「傑作を世界から運ぶ」をスローガンとし、古典、新人監督作品など多彩な映画を日本に紹介し、ミニシアターブームを牽引した。
買い付けは主に社長・柴田駿と副社長・川喜多和子が行い、川喜多の生前最後に日本上映権を獲得したBOWシリーズは「ピアノ・レッスン」となった。

### 上映リスト
| 作品名                                 | 監督                                                  | 製作年          | BOW公開年月    | 劇場                                                       |
| -------------------------------------- | ----------------------------------------------------- | --------------- | -------------- | ---------------------------------------------------------- |
| 恐るべき子供たち                       | ジャン＝ピエール・メルヴィル                          | 1949年          | 1976年8月14日  | 三百人劇場                                                 |
| 新学期・操行ゼロ                       | ジャン・ヴィゴ                                        | 1933年          | 1976年8月14日  | 三百人劇場（同時上映）                                     |
| 大いなる幻影（完全版）                 | ジャン・ルノワール                                    | 1937年          | 1976年10月23日 | 岩波ホール                                                 |
| 素晴しき放浪者                         | ジャン・ルノワール                                    | 1932年          | 1977年3月26日  | 岩波ホール                                                 |
| ピクニック                             | ジャン・ルノワール                                    | 1936年          | 1977年3月26日  | 岩波ホール（同時上映）                                     |
| 密告の砦                               | ミクローシュ・ヤンチョー                              | 1965年          | 1977年6月25日  | 岩波ホール                                                 |
| 鬼火                                   | ルイ・マル                                            | 1963年          | 1977年8月6日   | 三百人劇場                                                 |
| 糧なき土地                             | ルイス・ブニュエル                                    | 1933年          | 1977年11月19日 | 岩波ホール                                                 |
| 白夜                                   | ロベール・ブレッソン                                  | 1971年          | 1978年2月25日  | 岩波ホール                                                 |
| ヒア＆ゼア こことよそ                  | ジャン・リュック・ゴダール アンヌ＝マリー・ミエヴィル | 1970年 - 1975年 | 1978年7月22日  | 三百人劇場                                                 |
| 勝手にしやがれ                         | ジャン・リュック・ゴダール                            | 1960年          | 1978年7月22日  | 三百人劇場（同時上映）                                     |
| オーソン・ウェルズのフェイク           | オーソン・ウェルズ                                    | 1975年          | 1978年8月14日  | 西武劇場                                                   |
| ワン・プラス・ワン                     | ジャン=リュック・ゴダール                             | 1968年          | 1978年11月1日  | イメージフォーラム                                         |
| 家族の肖像                             | ルキノ・ヴィスコンティ                                | 1974年          | 1978年11月25日 | 岩波ホール                                                 |
| 歌う女・歌わない女                     | アニエス・ヴァルダ                                    | 1977年          | 1979年1月27日  | ニュー東宝シネマ2                                          |
| 奇跡                                   | カール・テオドア・ドライヤー                          | 1955年          | 1979年2月10日  | 岩波ホール                                                 |
| 木靴の樹                               | エルマンノ・オルミ                                    | 1978年          | 1979年4月28日  | 岩波ホール                                                 |
| 暗殺のオペラ                           | ベルナルド・ベルトルッチ                              | 1970年          | 1979年8月4日   | 三百人劇場                                                 |
| 旅芸人の記録                           | テオ・アンゲロプロス                                  | 1975年          | 1979年8月11日  | 岩波ホール                                                 |
| 荒武者キートン                         | バスター・キートン＆ジャック・G・ブライストン         | 1923年          | 1979年12月22日 | 有楽シネマ                                                 |
| マリア・ブラウンの結婚                 | ライナー・ヴェルナー・ファスビンダー                  | 1979年          | 1980年2月2日   | ニュー東宝シネマ2                                          |
| オーケストラ・リハーサル               | フェデリコ・フェリーニ                                | 1979年          | 1980年8月2日   | 三百人劇場                                                 |
| 魔術師フェリーニ                       | ロジャー・エールス                                    | 1976年          | 1980年8月2日   | 三百人劇場（同時上映）                                     |
| 彼女と彼たち -なぜ、いけないの-        | コリーヌ・セロー                                      | 1977年          | 1980年11月22日 | ニュー東宝シネマ2                                          |
| カサノバ                               | フェデリコ・フェリーニ                                | 1976年          | 1980年12月13日 | スバル座                                                   |
| 天井桟敷の人々                         | マルセル・カルネ                                      | 1945年          | 1981年2月14日  | スバル座                                                   |
| ブリキの太鼓                           | フォルカー・シュレンドルフ                            | 1979年          | 1981年4月18日  | スバル座                                                   |
| また、ひと冬                           | フランソワーズ・サガン                                | 1975年          | 1981年5月16日  | 静岡ミラノ座                                               |
| 皆殺しの天使                           | ルイス・ブニュエル                                    | 1962年          | 1981年8月1日   | 三百人劇場                                                 |
| ビリディアナ                           | ルイス・ブニュエル                                    | 1961年          | 1981年8月1日   | 三百人劇場（同時上映）                                     |
| 女の都                                 | フェデリコ・フェリーニ                                | 1980年          | 1981年12月19日 | スバル座                                                   |
| アレクサンダー大王                     | テオ・アンゲロプロス                                  | 1980年          | 1982年3月20日  | 岩波ホール                                                 |
| フェリーニの都                         | フェルッキオ・カストロヌオーヴォ                      | 1980年          | 1982年4月5日   | イメージフォーラム                                         |
| 父 パードレ・パドローネ                | パオロ＆ヴィットリオ・タヴィアーニ                    | 1977年          | 1982年7月31日  | 三百人劇場                                                 |
| ゲームの規則                           | ジャン・ルノワール                                    | 1939年          | 1982年9月25日  | 岩波ホール                                                 |
| 1900年                                 | ベルナルド・ベルトルッチ                              | 1976年          | 1982年10月23日 | スバル座                                                   |
| サン★ロレンツォの夜                    | パオロ＆ヴィットリオ・タヴィアーニ                    | 1982年          | 1983年2月11日  | ニュー東宝シネマ2                                          |
| 抵抗                                   | ロベール・ブレッソン                                  | 1956年          | 1983年2月11日  | 有楽シネマ                                                 |
| エボリ                                 | フランチェスコ・ロージ                                | 1979年          | 1983年3月12日  | スバル座                                                   |
| 気狂いピエロ                           | ジャン=リュック・ゴダール                             | 1965年          | 1983年4月2日   | 有楽シネマ                                                 |
| 彼女について私が知っている二、三の事柄 | ジャン=リュック・ゴダール                             | 1966年          | 1983年5月28日  | 有楽シネマ                                                 |
| 去年マリエンバートで                   | アラン・レネ                                          | 1961年          | 1983年7月2日   | スバル座                                                   |
| 二十四時間の情事                       | アラン・レネ                                          | 1959年          | 1983年7月2日   | スバル座（同時上映）                                       |
| 8 1/2                                  | フェデリコ・フェリーニ                                | 1963年          | 1983年11月19日 | ニュー東宝シネマ2                                          |
| パッション                             | ジャン=リュック・ゴダール                             | 1982年          | 1983年11月19日 | シネ・ヴィヴァン六本木                                     |
| ディーバ                               | ジャン＝ジャック・ベネックス                          | 1981年          | 1983年11月23日 | スバル座                                                   |
| ノスタルジア                           | アンドレイ・タルコフスキー                            | 1983年          | 1984年3月31日  | シネ・ヴィヴァン六本木                                     |
| カルメンという名の女                   | ジャン=リュック・ゴダール                             | 1983年          | 1984年6月23日  | シネ・ヴィヴァン六本木                                     |
| フレディ・ビュアシュへの手紙           | ジャン=リュック・ゴダール                             | 1981年          | 1984年6月23日  | シネ・ヴィヴァン六本木（同時上映）                         |
| アンダルシアの犬                       | ルイス・ブニュエル                                    | 1928年          | 1984年7月28日  | 三百人劇場                                                 |
| 銀河                                   | ルイス・ブニュエル                                    | 1968年          | 1984年7月28日  | 三百人劇場                                                 |
| ブルジョワジーの秘かな愉しみ           | ルイス・ブニュエル                                    | 1972年          | 1984年8月25日  | 有楽シネマ                                                 |
| 自由の幻想                             | ルイス・ブニュエル                                    | 1974年          | 1984年10月13日 | 有楽シネマ                                                 |
| 欲望のあいまいな対象                   | ルイス・ブニュエル                                    | 1977年          | 1984年11月3日  | スバル座                                                   |
| 哀しみのトリスターナ                   | ルイス・ブニュエル                                    | 1969年          | 1984年12月8日  | 有楽シネマ                                                 |
| 小間使の日記                           | ルイス・ブニュエル                                    | 1963年          | 1984年12月8日  | 有楽シネマ（同時上映）                                     |
| 路（みち）                             | ユルマズ・ギュネイ                                    | 1982年          | 1985年2月2日   | スバル座                                                   |
| ミツバチのささやき                     | ビクトル・エリセ                                      | 1973年          | 1985年2月9日   | シネ・ヴィヴァン六本木                                     |
| 愛の記念に                             | モーリス・ピアラ                                      | 1983年          | 1985年5月3日   | スバル座                                                   |
| 海辺のポーリーヌ                       | エリック・ロメール                                    | 1983年          | 1985年6月22日  | スバル座                                                   |
| カオス・シチリア物語                   | パオロ＆ヴィットリオ・タヴィアーニ                    | 1984年          | 1985年8月10日  | シネ・ヴィヴァン六本木                                     |
| パリ、テキサス                         | ヴィム・ヴェンダース                                  | 1984年          | 1985年9月7日   | みゆき座                                                   |
| エル・スール                           | ビクトル・エリセ                                      | 1983年          | 1985年10月12日 | シネ・ヴィヴァン六本木                                     |
| 田舎の日曜日                           | ベルトラン・タヴェルニエ                              | 1984年          | 1985年11月2日  | スバル座                                                   |
| 霧の波止場                             | マルセル・カルネ                                      | 1938年          | 1985年12月28日 | スバル座                                                   |
| シテール島への船出                     | テオ・アンゲロプロス                                  | 1984年          | 1986年2月8日   | シネ・ヴィヴァン六本木                                     |
| やさしい女                             | ロベール・ブレッソン                                  | 1969年          | 1986年3月29日  | スバル座                                                   |
| ストレンジャー・ザン・パラダイス       | ジム・ジャームッシュ                                  | 1984年          | 1986年4月19日  | スバル座                                                   |
| 真夏の夜のジャズ                       | バート・スターン                                      | 1959年          | 1986年5月24日  | 日比谷映画                                                 |
| パーマネント・バケーション             | ジム・ジャームッシュ                                  | 1980年          | 1986年7月18日  | シネ・ヴィヴァン六本木                                     |
| オーソン・ウェルズのフォルスタッフ     | オーソン・ウェルズ                                    | 1966年          | 1986年10月10日 | シネ・ヴィヴァン六本木                                     |
| ダウン・バイ・ロー                     | ジム・ジャームッシュ                                  | 1986年          | 1986年11月22日 | スバル座                                                   |
| ラルジャン                             | ロベール・ブレッソン                                  | 1983年          | 1986年11月29日 | シネ・ヴィヴァン六本木                                     |
| サクリファイス                         | アンドレイ・タルコフスキー                            | 1986年          | 1987年4月25日  | スバル座                                                   |
| アメリカの友人                         | ヴィム・ヴェンダース                                  | 1977年          | 1987年6月27日  | スバル座                                                   |
| グッドモーニング・バビロン!            | パオロ＆ヴィットリオ・タヴィアーニ                    | 1987年          | 1987年10月9日  | シャンテ・シネ1                                            |
| エリア・カザンの肖像                   | アニー・トレスゴ                                      | 1982年          | 1987年10月9日  | シャンテ・シネ2                                            |
| ロビンソナーダ                         | ナナ・ジョルジャーゼ                                  | 1986年          | 1987年12月26日 | シャンテ・シネ2                                            |
| ソポトへの旅                           | ナナ・ジョルジャーゼ                                  | 1980年          | 1987年12月26日 | シャンテ・シネ2（同時上映）                                |
| メロ                                   | アラン・レネ                                          | 1986年          | 1988年1月23日  | シャンテ・シネ1                                            |
| スイート・スイート・ビレッジ           | イジー・メンツェル                                    | 1985年          | 1988年4月9日   | シャンテ・シネ1                                            |
| ベルリン・天使の詩                     | ヴィム・ヴェンダース                                  | 1987年          | 1988年4月23日  | シャンテ・シネ2                                            |
| 都会のアリス                           | ヴィム・ヴェンダース                                  | 1974年          | 1988年11月19日 | シャンテ・シネ2                                            |
| マイライフ・アズ・ア・ドッグ           | ラッセ・ハルストレム                                  | 1985年          | 1988年12月24日 | シャンテ・シネ2                                            |
| カラビニエ                             | ジャン=リュック・ゴダール                             | 1963年          | 1989年1月4日   | スバル座                                                   |
| 右側に気をつけろ                       | ジャン=リュック・ゴダール                             | 1987年          | 1989年1月28日  | スバル座                                                   |
| 東京画                                 | ヴィム・ヴェンダース                                  | 1985年          | 1989年6月17日  | 有楽シネマ                                                 |
| ペレ                                   | ビレ・アウグスト                                      | 1987年          | 1989年6月24日  | シャンテ・シネ2                                            |
| スリープウォーク                       | サラ・ドライヴァー                                    | 1986年          | 1989年7月29日  | シャンテ・シネ2                                            |
| コーヒー＆シガレッツ                   | ジム・ジャームッシュ                                  | 1986年          | 1989年7月29日  | シャンテ・シネ2（同時上映）                                |
| イタリア不思議旅                       | ダニエレ・ルケッティ                                  | 1988年          | 1989年8月5日   | シャンテ・シネ1                                            |
| 大人は判ってくれない                   | フランソワ・トリュフォー                              | 1959年          | 1989年9月30日  | シャンテ・シネ2                                            |
| シャルロットとジュール                 | ジャン=リュック・ゴダール                             | 1958年          | 1989年9月30日  | シャンテ・シネ2（同時上映）                                |
| まわり道                               | ヴィム・ヴェンダース                                  | 1975年          | 1989年10月7日  | 有楽シネマ                                                 |
| さすらい                               | ヴィム・ヴェンダース                                  | 1976年          | 1989年11月3日  | 有楽シネマ                                                 |
| 恋恋風塵                               | ホウ・シャオシェン                                    | 1987年          | 1989年11月11日 | シャンテ・シネ2                                            |
| ミステリー・トレイン                   | ジム・ジャームッシュ                                  | 1989年          | 1989年12月23日 | シャンテ・シネ2                                            |
| 霧の中の風景                           | テオ・アンゲロプロス                                  | 1988年          | 1990年3月24日  | シャンテ・シネ2                                            |
| 悲情城市                               | ホウ・シャオシェン                                    | 1989年          | 1990年4月28日  | シャンテ・シネ2                                            |
| 黄金の馬車                             | ジャン・ルノワール                                    | 1953年          | 1991年1月26日  | シャンテ・シネ2                                            |
| 冬冬（トントン）の夏休み               | ホウ・シャオシェン                                    | 1984年          | 1990年8月25日  | シャンテ・シネ2                                            |
| コントラクト・キラー                   | アキ・カウリスマキ                                    | 1990年          | 1991年3月9日   | シャンテ・シネ2                                            |
| コーヒー＆シガレット2                  | ジム・ジャームッシュ                                  | 1989年          | 1991年3月9日   | シャンテ・シネ2（同時上映）                                |
| 英国式庭園殺人事件                     | ピーター・グリーナウェイ                              | 1982年          | 1991年4月27日  | シャンテ・シネ2                                            |
| エンジェル・アット・マイ・テーブル     | ジェーン・カンピオン                                  | 1990年          | 1991年7月27日  | シャンテ・シネ2                                            |
| 冬の旅                                 | アニエス・ヴァルダ                                    | 1985年          | 1991年11月2日  | シャンテ・シネ2                                            |
| トト・ザ・ヒーロー                     | ジャコ・ヴァン・ドルマル                              | 1991年          | 1991年12月21日 | シャンテ・シネ2                                            |
| 都市とモードのビデオノート             | ヴィム・ヴェンダース                                  | 1989年          | 1992年3月28日  | シャンテ・シネ2                                            |
| ナイト・オン・ザ・プラネット           | ジム・ジャームッシュ                                  | 1991年          | 1992年4月25日  | シャンテ・シネ2                                            |
| こうのとり、たちずさんで               | テオ・アンゲロプロス                                  | 1991年          | 1992年9月19日  | シャンテ・シネ2                                            |
| 狩人                                   | テオ・アンゲロプロス                                  | 1977年          | 1992年11月14日 | シャンテ・シネ2                                            |
| シンプルメン                           | ハル・ハートリー                                      | 1992年          | 1992年12月12日 | シャンテ・シネ2                                            |
| トラスト・ミー                         | ハル・ハートリー                                      | 1990年          | 1993年1月23日  | シャンテ・シネ2                                            |
| マルメロの陽光                         | ビクトル・エリセ                                      | 1992年          | 1993年4月10日  | シャンテ・シネ2                                            |
| 秋菊の物語                             | チャン・イーモウ                                      | 1992年          | 1993年6月19日  | シャンテ・シネ2                                            |
| オルランド                             | サリー・ポッター                                      | 1992年          | 1993年9月4日   | シャンテ・シネ2                                            |
| 戯夢人生                               | ホウ・シャオシェン                                    | 1993年          | 1993年12月11日 | シャンテ・シネ2                                            |
| ピアノ・レッスン                       | ジェーン・カンピオン                                  | 1993年          | 1994年2月19日  | 日劇プラザ                                                 |
| 川の流れに草は青々                     | ホウ・シャオシェン                                    | 1982年          | 1994年2月26日  | シャンテ・シネ2                                            |
| スナッパー                             | スティーブン・フリアーズ                              | 1993年          | 1994年7月30日  | シャンテ・シネ2                                            |
| アブラハム渓谷                         | マノエル・デ・オリヴェイラ                            | 1993年          | 1994年10月29日 | シャンテ・シネ2                                            |
| 愛・アマチュア                         | ハル・ハートリー                                      | 1994年          | 1994年12月23日 | シャンテ・シネ2                                            |
| 階段通りの人々                         | マノエル・デ・オリヴェイラ                            | 1994年          | 1995年2月18日  | シャンテ・シネ2                                            |
| 親愛なる日記                           | ナンニ・モレッティ                                    | 1993年          | 1995年4月22日  | シャンテ・シネ2                                            |
| バルタザールどこへ行く                 | ロベール・ブレッソン                                  | 1966年          | 1995年6月10日  | シャンテ・シネ2                                            |
| 少女ムシェット                         | ロベール・ブレッソン                                  | 1967年          | 1995年6月10日  | シャンテ・シネ2（同時上映）                                |
| 夜と霧                                 | アラン・レネ                                          | 1955年          | 1995年6月10日  | シャンテ・シネ2（同時上映）                                |
| 野性の葦                               | アンドレ・テシネ                                      | 1994年          | 1995年7月22日  | シャンテ・シネ2                                            |
| リスボン物語                           | ヴィム・ヴェンダース                                  | 1995年          | 1995年8月26日  | シャンテ・シネ2                                            |
| 旅するパオジャンフー                   | 柳町光男                                              | 1995年          | 1995年10月28日 | シャンテ・シネ2                                            |
| デッドマン                             | ジム・ジャームッシュ                                  | 1995年          | 1995年12月23日 | シャンテ・シネ2                                            |
| ユリシーズの瞳                         | テオ・アンゲロプロス                                  | 1995年          | 1996年3月23日  | シャンテ・シネ2                                            |
| 蜂の旅人                               | テオ・アンゲロプロス                                  | 1986年          | 1996年6月22日  | シャンテ・シネ2                                            |
| 猫が行方不明                           | セドリック・クラピッシュ                              | 1996年          | 1996年7月27日  | シャンテ・シネ2                                            |
| 愛のめぐりあい                         | ミケランジェロ・アントニオーニ                        | 1995年          | 1996年8月24日  | スバル座                                                   |
| アルチバルト・デラクルスの犯罪的人生   | ルイス・ブニュエル                                    | 1955年          | 1996年11月23日 | シャンテ・シネ2                                            |
| 秘密と嘘                               | マイク・リー                                          | 1996年          | 1996年12月21日 | シャンテ・シネ2                                            |
| ある貴婦人の肖像                       | ジェーン・カンピオン                                  | 1996年          | 1997年1月25日  | みゆき座                                                   |
| あこがれ美しく燃え                     | ボー・ヴィーデルベリ                                  | 1995年          | 1997年4月26日  | シャンテ・シネ2                                            |
| ネオン・バイブル                       | テレンス・デイヴィス                                  | 1994年          | 1997年7月5日   | シャンテ・シネ2                                            |
| 百貨店大百科                           | セドリック・クラピッシュ                              | 1992年          | 1997年8月2日   | シャンテ・シネ2                                            |
| 家族の気分                             | セドリック・クラピッシュ                              | 1996年          | 1997年9月20日  | シャンテ・シネ2                                            |
| 青春シンドローム                       | セドリック・クラピッシュ                              | 1994年          | 1997年11月22日 | シャンテ・シネ2                                            |
| キャリア・ガールズ                     | マイク・リー                                          | 1997年          | 1997年12月20日 | シャンテ・シネ2                                            |
| 世界の始まりへの旅                     | マノエル・デ・オリヴェイラ                            | 1997年          | 1998年3月21日  | シャンテ・シネ2                                            |
| 炎のアンダルシア                       | ユーセフ・シャヒーン                                  | 1997年          | 1998年4月25日  | シャンテ・シネ2                                            |
| ライブ・フレッシュ                     | ペドロ・アルモドバル                                  | 1997年          | 1998年8月29日  | シャンテ・シネ2                                            |
| 春のソナタ                             | エリック・ロメール                                    | 1989年          | 1998年11月14日 | ユーロスペース                                             |
| 夏物語                                 | エリック・ロメール                                    | 1996年          | 1998年11月21日 | ユーロスペース                                             |
| 恋の秋                                 | エリック・ロメール                                    | 1998年          | 1998年11月28日 | シャンテ・シネ2                                            |
| 冬物語                                 | エリック・ロメール                                    | 1991年          | 1998年11月7日  | ユーロスペース                                             |
| りんご                                 | サミラ・マフマルバフ                                  | 1998年          | 1999年1月30日  | シャンテ・シネ2                                            |
| 永遠と一日                             | テオ・アンゲロプロス                                  | 1998年          | 1999年4月17日  | シャンテ・シネ2                                            |
| 黒猫・白猫                             | エミール・クストリッツァ                              | 1998年          | 1999年8月21日  | シャンテ・シネ2                                            |
| ゴースト・ドッグ                       | ジム・ジャームッシュ                                  | 1999年          | 1999年11月27日 | シャンテ・シネ2                                            |
| 映画史                                 | ジャン=リュック・ゴダール                             | 1998年          | 2000年5月13日  | ユーロスペース                                             |
| はなればなれに                         | ジャン=リュック・ゴダール                             | 1964年          | 2001年2月3日   | 銀座テアトルシネマ                                         |
| 恋ごころ                               | ジャック・リヴェット                                  | 2001年          | 2002年2月9日   | シャンテ・シネ2                                            |
| ウイークエンド                         | ジャン=リュック・ゴダール                             | 1967年          | 2002年4月27日  | ユーロスペース                                             |
| フォーエヴァー・モーツアルト           | ジャン=リュック・ゴダール                             | 1996年          | 2002年6月29日  | ユーロスペース                                             |
| JLG/自画像                             | ジャン=リュック・ゴダール                             | 1995年          | 2002年8月17日  | ユーロスペース                                             |
| D.I.                                   | エリア・スレイマン                                    | 2002年          | 2003年4月26日  | ユーロスペース                                             |
| エレニの旅                             | テオ・アンゲロプロス                                  | 2004年          | 2005年4月29日  | シャンテ・シネ2                                            |
| 映画史特別篇 選ばれた瞬間              | ジャン=リュック・ゴダール                             | 2006年          | 2006年8月5日   | シャンテ・シネ ※BOW30映画祭にて上映                        |
| 厳重に監視された列車                   | イジー・メンツェル                                    | 1966年          | 2008年12月13日 | シャンテ・シネ ※「英国王給仕人に乾杯！」の公開に際して上映 |
| 英国王給仕人に乾杯！                   | イジー・メンツェル                                    | 2006年          | 2008年12月20日 | シャンテ・シネ                                             |
| アイスバーグ！                         | ドメニク・アベル、フィオナ・ゴードン、ブルーノ・ロミ  | 2005年          | 2010年7月31日  | TOHOシネマズ・シャンテ                                     |
| ルンバ！                               | ドメニク・アベル、フィオナ・ゴードン、ブルーノ・ロミ  | 2008年          | 2010年7月31日  | TOHOシネマズ・シャンテ（同時上映）                         |
| ブロンド少女は過激に美しく             | マノエル・デ・オリヴェイラ                            | 2009年          | 2010年10月9日  | TOHOシネマズ・シャンテ                                     |
| ゴダール・ソシアリスム                 | ジャン=リュック・ゴダール                             | 2010年          | 2010年12月18日 | TOHOシネマズ・シャンテ                                     |